# Cozes
Cozes je naselje in občina v zahodnem francoskem departmaju Charente-Maritime regije Poitou-Charentes. Leta 2006 je naselje imelo 1.915 prebivalcev.

## Geografija
Kraj leži v pokrajini Saintonge med reko Seudre in estuarijem Gironde, 25 km jugozahodno od njenega središča Saintes.

## Uprava
Cozes je sedež istoimenskega kantona, v katerega so poleg njegove vključene še občine Arces, Barzan, Boutenac-Touvent, Brie-sous-Mortagne, Chenac-Saint-Seurin-d'Uzet, Épargnes, Floirac, Grézac, Meschers-sur-Gironde, Mortagne-sur-Gironde, Saint-Romain-sur-Gironde, Semussac in Talmont-sur-Gironde z 11.335 prebivalci.
Kanton Cozes je sestavni del okrožja Saintes.

## Zanimivosti
- romanska cerkev sv. Petra iz 12. stoletja, oktogonalni zvonik iz 15. stoletja, prenovljena v 18. stoletju, francoski zgodovinski spomenik od leta 1928,
- protestantski tempel iz leta 1821, zgodovinski spomenik (1998),
- Le château de Sorlut, zgradba iz 16. stoletja,
- stara tržnica iz 18. stoletja z nekaterimi ohranjenimi lesenimi stebri iz 15. stoletja.